# Valdajhøjderne
Valdajhøjderne eller Valdaj (russisk: Валда́йская возвы́шенность eller Валда́й) er et højdedrag eller plateau i den nordvestlige del af det centrale, europæiske Rusland. Højderne ligger omtrent midt mellem Pskov og Moskva, og strækker sig over Tver, Novgorod, Pskov og Smolensk oblast.  
Højderne er en del af Den østeuropæiske slette, og er en nordlig forlængelse af Det centralrussiske plateau. De er dækket af  glaciale aflejringer i form af endemoræner og andre aflejringer. Valdajhøjderne når det højeste punkt på 343 moh. omtrent 50 km sydvest for Vysjnij Volotsjok. 
Blandt de mange floder, som har deres kilder i Valdaj, er Volga, Dnepr og Daugava (Vestlige Dvina). Området har talrige indsøer, blandt andre Volgo, Vselug, Seliger, Brosno og Valdajsøen. 
Valdajhøjderne er et populært turistmål, især for lystfiskere. Byerne Ostasjkov og Valdaj er bemærkelsesværdige for deres historiske mindesmærker.